# سلطنة بوني
سلطنة بوني (بالإندونيسية: Kesultanan Bone)‏ سلطنة إسلامية سابقة تقع في جزر جنوب شرق آسيا، وتحديدا في الجزء الجنوبي الغربي من جزيرة سولاويزي. وسكانها ينتمون إلى شعب البوقس. أصبحت السلطنة دولة إسلامية في عام 1611 بعد أن هزمت في حرب خاضتها مع سلطنة جوا. وفي عام 1950 انضمت السلطنة إلى جمهورية إندونيسيا بعد انحلال الولايات المتحدة الإندونيسية.